# Jean-François Bonnot
Jean-François Bonnot est un homme politique français né le 18 août 1766, à Briançon et mort à Grenoble, le 1er septembre 1842.

## Biographie
Il est le fils de Jean Bonnot, "subdélégué du Briançonnais" (dans l'intendance de Grenoble) et de Marie Madeleine Brunet de Largentiere. II épouse le 17 novembre 1817 Adèle de Bruno (1796-1871).
Il est avocat à Briançon. Il se déclare rapidement pour la Révolution, et est envoyé par la ville de Briançon comme représentant à la fête de la Fédération, en 1790. Il monte rapidement dans la hiérarchie judiciaire, d'abord comme membre de l'administration centrale des Hautes-Alpes, puis accusateur public à Briançon. Le premier consul le nomme juge au tribunal d'appel de Grenoble, le 1er juin 1800.
Après son mandat législatif, en 1812, il est nommé conseiller à la Cour de Grenoble, et la Restauration, puis le gouvernement de Louis-Philippe le confirmèrent dans ce dernier poste.

## Carrière politique
Après son mandat de maire de Briançon, en 1791, Jean-François Bonnot est député des Hautes-Alpes du 27 mars 1802 au 1er janvier 1812 au Conseil des Cinq-Cents, puis membre du Corps législatif.